# Municipio de Sun City
El municipio de Sun City (en inglés: Sun City Township) es un municipio ubicado en el condado de Barber en el estado estadounidense de Kansas. En el año 2010 tenía una población de 68 habitantes y una densidad poblacional de 0,55 personas por km².

## Geografía
El municipio de Sun City se encuentra ubicado en las coordenadas 37°20′31″N 98°57′48″O / 37.34194, -98.96333. Según la Oficina del Censo de los Estados Unidos, el municipio tiene una superficie total de 124.13 km², de la cual 124,02 km² corresponden a tierra firme y (0,09 %) 0,12 km² es agua.

## Demografía
Según el censo de 2010, había 68 personas residiendo en el municipio de Sun City. La densidad de población era de 0,55 hab./km². De los 68 habitantes, el municipio de Sun City estaba compuesto por el 100 % blancos. Del total de la población el 0 % eran hispanos o latinos de otras razas.